# Abano Terme
Abano Terme is een gemeente in de Italiaanse provincie Padua (regio Veneto) en telt 18.872 inwoners (31-12-2004). De oppervlakte bedraagt 21,6 km², de bevolkingsdichtheid is 874 inwoners per km².
De volgende frazioni maken deel uit van de gemeente: Feriole, Giarre, Monterosso, Monteortone.
Zowel bij de Veneti als de Romeinen was Abano Terme gekend voor zijn heilzame waterbronnen, gekoppeld aan de verering van Aponus, de godheid van de warmwaterbron aldaar.

## Demografie
Abano Terme telt ongeveer 7.498 huishoudens. Het aantal inwoners steeg in de periode 1991-2001 met 2,7% volgens cijfers uit de tienjaarlijkse volkstellingen van ISTAT.
| Jaar | Inwoneraantal |
| ---- | ------------- |
| 1991 | 17.735        |
| 2001 | 18.206        |

## Geografie
De gemeente ligt op ongeveer 14 m boven zeeniveau.
Abano Terme grenst aan de volgende gemeenten: Albignasego, Due Carrare, Maserà di Padova, Montegrotto Terme, Padova, Selvazzano Dentro, Teolo, Torreglia.

## Geboren
- Alberto Dainese (1998), wielrenner
- Angelica Soffia (2000), voetbalster

## Impressie

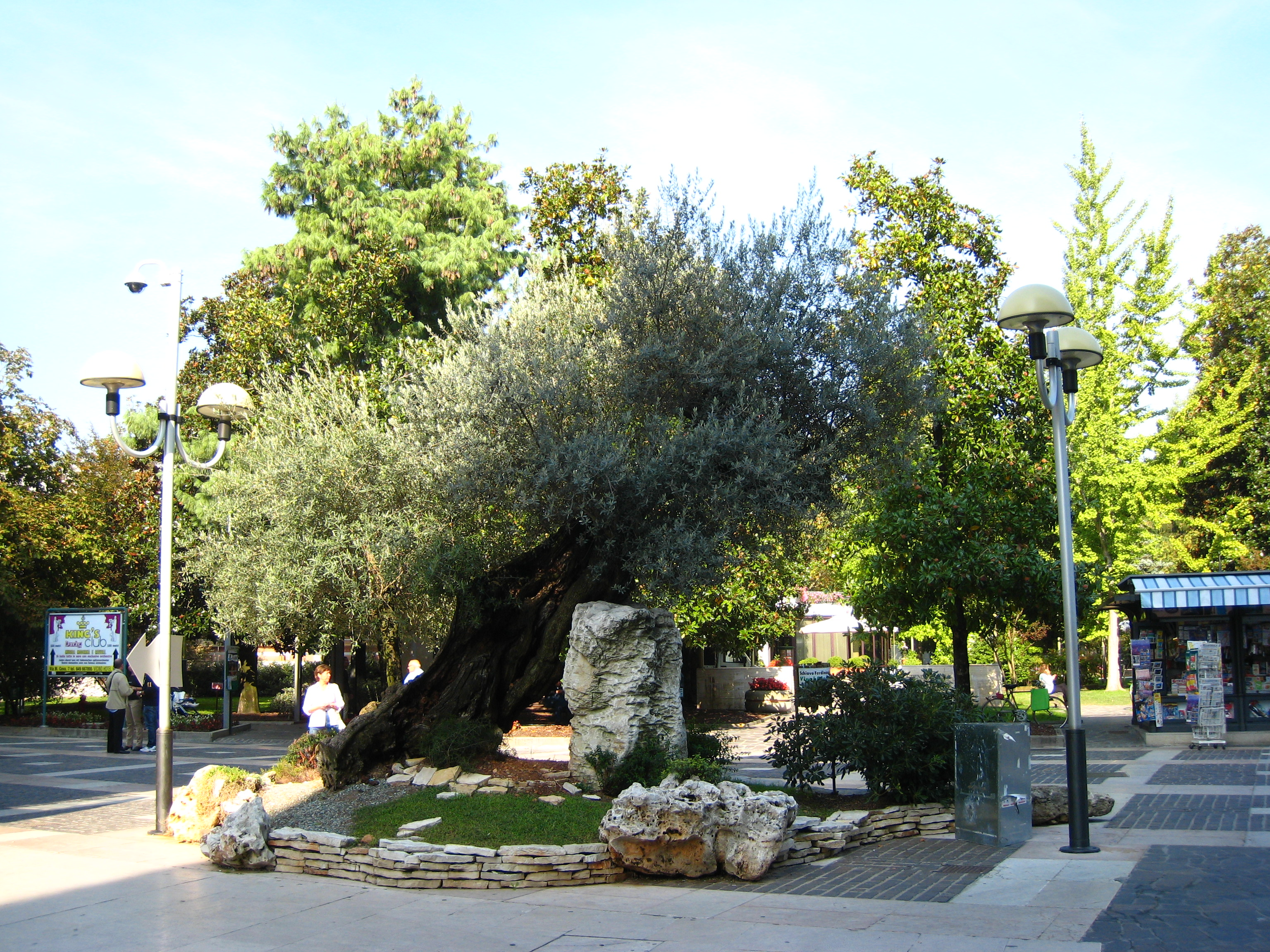
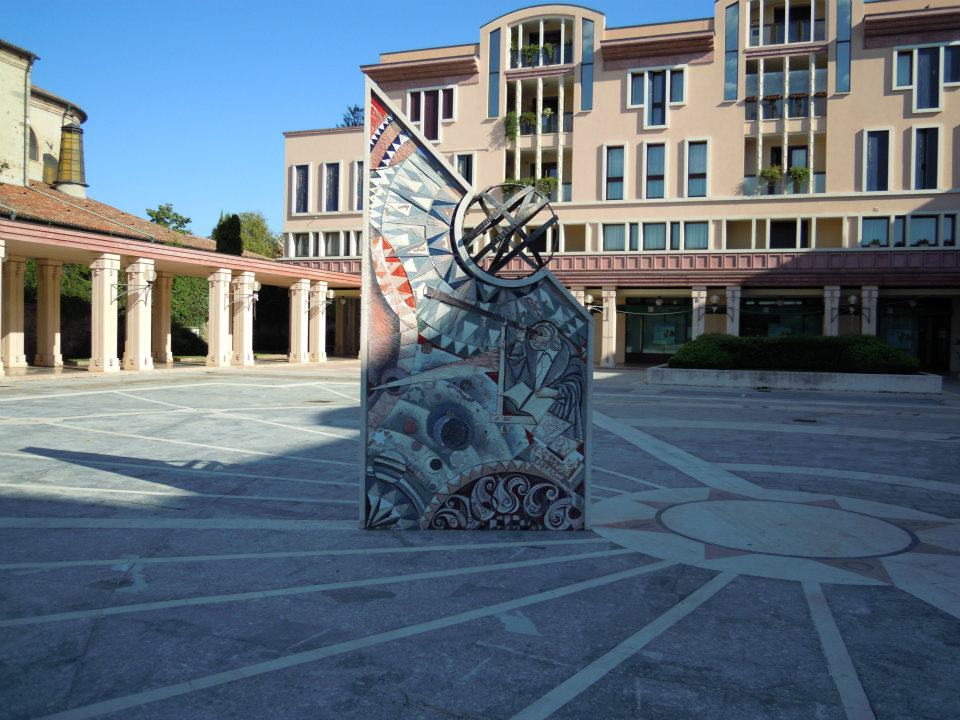
Piazza del Sole e della Pace